# Три бекрије
„Три бекрије” је југословенски ТВ филм из 1966. године. Режирао га је Јован Коњовић а сценарио је написао Јохан Нестрој

## Улоге
| Глумац                     | Улога |
| -------------------------- | ----- |
| Драгутин Добричанин        |       |
| Драгољуб Милосављевић Гула |       |
| Никола Симић               |       |